# Sacculina inflata
Sacculina inflata är en kräftdjursart som beskrevs av Leuckart 1859. Sacculina inflata ingår i släktet Sacculina och familjen Sacculinidae. Arten är reproducerande i Sverige. Inga underarter finns listade i Catalogue of Life.